# Aeroportul Tiree
Aeroportul Tiree (IATA: TRE, ICAO: EGPU) este un aeroport din Argyll and Bute, Scoția, Regatul Unit ce deservește zona Tiree⁠(d). Aeroportul a fost tranzitat în 2022 de 10.982 de pasageri. A fost deschis în 1935.
Situat la o altitudine de 12 m, aeroportul dispune de 3 piste. Este operat de Highlands and Islands Airports⁠(d).

## Infrastructură

### Piste
Aeroportul dispune de 3 piste: 
- pista 05/23 din asfalt, cu dimensiunile 1.472 m × 30 m
- pista 11/29 din asfalt, cu dimensiunile 799 m × 19 m
- pista 17/35 din beton, cu dimensiunile 792 m × 18 m